# Сафинамид
Сафинамид это международное наименование действующего вещества медикамента под торговым названием Xadago для лечения болезни Паркинсона. Химически является  дериватом альфа-аминоамида. 

## Принцип действия
Химически является дериватом альфа-аминоамида.
Сафинамид является ингибитором моноаминоксидазы-Б и действует как дофаминовый и глютаматный модулятор. Он селективно и невозвратно блокирует моноаминооксидазу-Б, следствием чего является торможение обратного захвата дофамина и к повышению его внеклеточной концентрации в стриатуме. С другой стороны, вещество воздействует недофаминэргическим путём через блокировку натриевых и кальциевых каналов, стимулируя таким образом выброс глютамата. 

## История разработки
Первоначально сафинамид был разработан итальянской фармакологической фирмой Фармиталия Карло Эрба. В 1993 Фармиталия была куплена Фармацией, в свою очередь перенесшей ряд реорганизаций, в результате которых уже фирма Неврон Фармакутикал стала обладателем прав на сафинамид, тогда еще называвшимся PNU15774E. Неврон в 2006 договорился с компанией Мерк KGaА о приобретении той эксклюзивных прав на дальнейшую разработку, производство и продажу сафинамида. Эти эксклюзивные права распространяются на применение препарата при болезни Паркинсона, болезни Альцгеймера и других заболеваний. 21 октября 2011 Мерк объявил о передаче прав на сафинамид обратно компании Неврон. Подобное решение было обосновано небольшим рыночным потенциалом препарата и другими приоритетами компании. Дальнейшие разработки Неврон проводил совместно с компанией Замбон. 26.02.2015 медикамент получил допуск для лечения средней и тяжелой степени болезни Паркинсона во всех 28 странах Европейского союза, а также в Исландии, Лихтенштейне и Норвегии. Согласно этому допуску, медикамент может применяться у пациентов с моторными флуктуациями — однако не как монопрепарат, а в комбинации с леводопой или другими противопаркинсоническими препаратами. В России пока нет разрешения на продажу сафинамида.

## Особенности
Компании презентовали медикамент, как хорошо переносимый и с незначительно выраженными побочными действиями. Однако, в описании препарата озвучиваются частые побочные явления. Пациенты, принимающие сафинамид, жаловались чаще всего на дискинезии, возникающие уже рано во время лечения и классифицирующиеся как "тяжелые". У 1,5% они привели к прекращению лечения. Другие побочные действия относятся к ухудшению основного заболевания, тошноте, ортостатической гипотонии, нарушениям сна, головокружению, падениям, головным болям, нарушениям сознания и катаракте.
Особо следует соблюдать осторожность при приеме сафинамида с другими медикаментами - симпатомиметиками (такими, как капли от насморка), эфедрином, антидепрессантами из группы МАО-ингибиторов или блокаторами обратного захвата серотонина, трициклическими и тетрациклическими антидепрессантами. 

## Используемая литература
- A. H. Schapira: Safinamide in the treatment of Parkinson's disease. In: Expert Opinion on Pharmacotherapy Band 11, Nummer 13, September 2010, S. 2261–2268, ISSN 1744-7666. doi:10.1517/14656566.2010.511612. PMID 20707760. (Review).
- M. Onofrj, L. Bonanni, A. Thomas: An expert opinion on safinamide in Parkinson's disease. In: Expert Opinion on Investigational Drugs Band 17, Nummer 7, Juli 2008, S. 1115–1125, ISSN 1744-7658. doi:10.1517/13543784.17.7.1115. PMID 18549347. (Review).